# Saskatoon Sutherland (circonscription saskatchewanaise)
Pour les articles homonymes, voir Saskatoon (homonymie).
Circonscription électorale provinciale du Canada
Saskatoon Sutherland est une circonscription électorale provinciale de la Saskatchewan au Canada. Elle est représentée à l'Assemblée législative de la Saskatchewan de 1975 à 2016.

## Géographie
La circonscription représente l'est de la ville de Saskatoon.

## Liste des députés
| Parlement                                                                               | Années               | Député               | Député               | Parti                     |
| Saskatoon Sutherland                                                                    | Saskatoon Sutherland | Saskatoon Sutherland | Saskatoon Sutherland | Saskatoon Sutherland      |
| --------------------------------------------------------------------------------------- | -------------------- | -------------------- | -------------------- | ------------------------- |
| 18e                                                                                     | 1975–1976            |                      | Evelyn Edwards       | Libéral                   |
| 18e                                                                                     | 1976-1977            |                      | Vacant               | Vacant                    |
| 18e                                                                                     | 1977-1978            |                      | Harold Lane          | Progressiste-conservateur |
| 19e                                                                                     | 1978–1982            |                      | Peter Prebble        | Néo-démocrate             |
| 20e                                                                                     | 1982–1986            |                      | Paul Schoenhals      | Progressiste-conservateur |
| 21e                                                                                     | 1986–1991            |                      | Mark Koenker         | Néo-démocrate             |
| Saskatoon Sutherland-University                                                         |                      |                      |                      |                           |
| 22e                                                                                     | 1991–1995            |                      | Mark Koenker         | Néo-démocrate             |
| Saskatoon Sutherland                                                                    |                      |                      |                      |                           |
| 23e                                                                                     | 1995–1999            |                      | Mark Koenker         | Néo-démocrate             |
| 24e                                                                                     | 1999–2003            | Graham Addley        |                      | Néo-démocrate             |
| 25e                                                                                     | 2003–2007            | Graham Addley        |                      | Néo-démocrate             |
| 26e                                                                                     | 2007–2011            |                      | Joceline Schriemer   | Saskatchewan              |
| 27e                                                                                     | 2011–2016            | Paul Merriman        |                      | Saskatchewan              |
| Circonscription dissoute dans Saskatoon Silverspring-Sutherland et Saskatoon University |                      |                      |                      |                           |